# Barbastro
Barbastro (en aragonés: Balbastro) es una ciudad y un municipio español de la provincia de Huesca, siendo su tercera ciudad más poblada y la séptima de Aragón. Es además la capital de la comarca del Somontano de Barbastro. La ciudad es atravesada por el río Vero, no lejos de la desembocadura de este en el Cinca. Es posible que el nombre original de la localidad fuese Bergidum o Bergiduna.

## Geografía

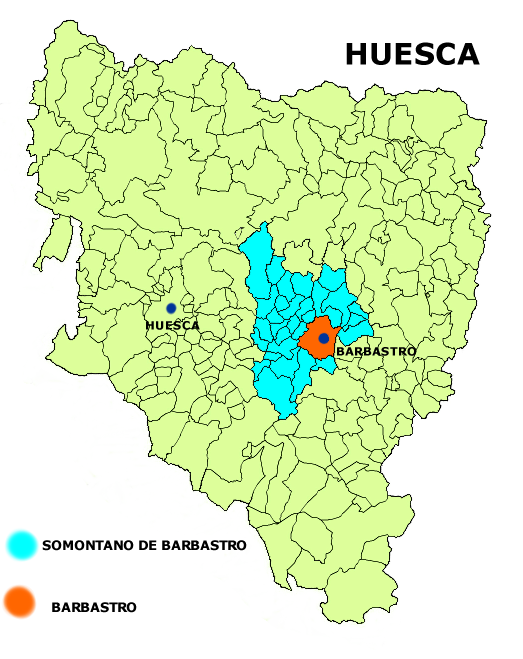
Término municipal de Barbastro

Entre las primeras estribaciones de los Pirineos y las llanuras de los Monegros se extiende la comarca del Somontano ("terreno situado en la falda de una montaña"), cuya capital es Barbastro. A estas vías se une una buena red de carreteras comarcales y locales, como el eje que siguen el cauce del río Vero para penetrar en el parque cultural del Río Vero al que da nombre y al parque natural de la Sierra y Cañones de Guara.
Barbastro posee una altitud de 341 metros sobre el nivel del mar. Está enclavada en una zona prepirenaica y su clima es mediterráneo continental con una temperatura media de 13,8 °C y une mediante las numerosas acequias que derivan del río Vero, que atraviesa la población y se encuentra canalizado en la zona urbana a lo largo de más de un kilómetro.
Como principales cultivos destacan el olivo, el almendro, los cereales y la vid, que produce un vino bajo la Denominación de Origen Somontano.
Es una de las ciudades con más empresas industriales de la comarca.

## Historia
En la época romana formaba parte de la Hispania Citerior, más tarde llamada Hispania Tarraconensis.
La ciudad fue tomada por los árabes bajo el liderazgo de Muza (711), quienes le dieron el nombre Barbaschter, que deriva del nombre de Barbastrum, de acuerdo a la opinión comúnmente aceptada. En 800 se convirtió en la base de poder de Jalaf ibn Rashid, militar andalusí que se enfrentó al señor de Zaragoza y Huesca Bahlul ibn Marzuq. Este a su vez se encontraba enfrentado al poder cordobés, por lo que Jalaf fue recompensado tras matar a Bahlul con la confirmación de su gobierno en Barbastro y Huesca. Jalaf reedificó y fortificó Barbastro, que se convirtió en la capital de una cora llamada Barbitania.
Ramiro I de Aragón intentó repetidas veces apoderarse de Barbastro y Graus, lugares estratégicos que formaban una cuña entre sus territorios. Barbastro era la capital del distrito nororiental de la Taifa de Zaragoza y esta localidad acogía un importante mercado. En 1063 Ramiro I sitió Graus, pero Al-Muqtadir en persona, al frente de un ejército que incluía un contingente de tropas castellanas al mando de Sancho II de Castilla (hermano de Alfonso VI de Castilla) que contaba entre sus huestes con un joven castellano llamado Rodrigo Díaz de Vivar, consiguió rechazar a los aragoneses, los cuales perdieron en esta batalla a su rey Ramiro I.
Poco duraría el éxito musulmán, pues el sucesor en el trono de Aragón, Sancho Ramírez, con la ayuda de tropas de condados francos ultrapirenaicos, tomó Barbastro en 1064 en lo que se considera la primera llamada conocida a la cruzada, la cruzada de Barbastro. A ese hecho histórico se refiere el cantar de gesta francés del ciclo carolingio Le siège de Barbastre (El Sitio de Barbastro) del que se conserva un ejemplar manuscrito de principios del siglo XIII en la Biblioteca Nacional de París.
En 1065 Al-Muqtadir reaccionó solicitando la ayuda de todo Al-Ándalus, y llamando a la yihad volvió a recuperar Barbastro. Este triunfo le permitió tomar a Al-Muqtadir el sobrenombre honorífico de "Billah" ("el poderoso gracias a Alá"), y Barbastro siguió en manos de la Taifa de Zaragoza hasta que fue recuperada definitivamente en 1101 por el rey Pedro I de Aragón que, con el permiso del Papa, la convirtió en sede episcopal, trasladando la sede desde Roda de Isábena. El primer obispo, Poncio, fue a Roma para obtener el permiso del papa para hacer el traslado.
Muchos concilios provinciales y diocesanos se han realizado en la ciudad desde entonces: las Cortes Generales se han reunido allí ocasionalmente y durante una de las sesiones en 1134 el nuevo rey Ramiro II de Aragón, el Monje, renunció a la silla episcopal. En el año 1137 se produjo en la ciudad uno de los acontecimientos históricos más relevantes: en el barrio del Entremuro, se firmaron los esponsales entre el conde Ramón Berenguer IV de Barcelona y Petronila, hija de Ramiro II. Este hecho dio lugar al nacimiento de la Corona de Aragón. De su importancia en la época nos hablan las frecuentes visitas de Alfonso II, puesto que desde su reconquista se ganó el rango de ciudad infanzona con voto en Cortes, acogió las celebradas por Pedro II, en 1196. Dos siglos más tarde, y a la muerte de Juan I, Barbastro sufrió el sitio del conde de Foix en 1395.

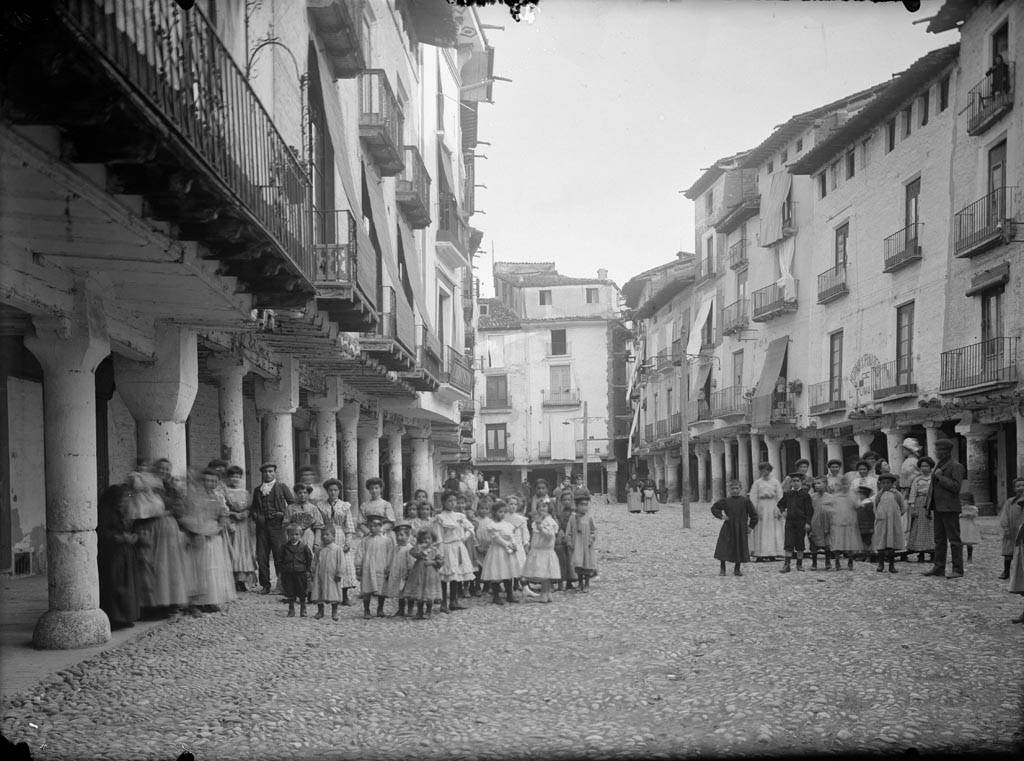
Plaza Mayor porticada de Barbastro (ca. 1911)

Nuevamente, en 1626, las Cortes Generales de Aragón, bajo el reinado de Felipe IV se convocaron en la ciudad. Con este monarca, Barbastro fue retaguardia en la guerra de Cataluña, reiterando un protagonismo en la vida militar que se repetiría en la guerra de la Independencia, en el primer choque entre liberales y carlistas. Del siglo XIX, con realizaciones importantes y caracterizado por un impulso urbano y comercial progresista, se pasa a un regresivo comienzo del siglo XX.
El escritor británico George Orwell, que estuvo restableciéndose en Barbastro de una herida de guerra, hace referencia en varias páginas de su libro Homenaje a Cataluña a la vida y al paisaje urbano de esta ciudad durante la guerra civil española; en esta zona se produjo la mayor persecución religiosa del país, donde murieron el 87% de los sacerdotes y monjes de toda la diócesis.
Solo a finales de los años 1960, con las obras del embalse de El Grado y el Canal, un nuevo ritmo reactiva la economía. Con este impulso, el afán de industrialización de la década siguiente, con la creación de un polígono industrial, retoma el testigo de la agricultura y el comercio. También la construcción en los años 1970 del cercano santuario de Torreciudad, ha contribuido a la notoriedad de esta ciudad.
El casco antiguo de la localidad de Barbastro es bien de interés cultural (código RI-53-0000191), como conjunto histórico, desde el 26 de junio de 1975.

## Economía
La actividad comercial en Barbastro ha sido siempre unos de los pilares económicos de la ciudad:

Las tiendas son muchas y en todas se encuentran objetos de uso del país y de lujo para las clases acomodadas que no tienen necesidad de acudir a otros puntos para llenar sus deseos de gusto y elegancia
Ignacio de Asso en su Historia de la economía Aragonesa, siglo XVIII

Durante la guerra de los Pirineos, concretamente entre diciembre de 1794 y enero de 1795, en que el comercio no era floreciente, a la vez que las intensas relaciones comerciales con Francia estaban cortadas. A pesar de todo, los comerciantes de Barbastro mantenían su actividad comercial con la venta de géneros, no solo españoles sino ultramarinos, que llegaban de Inglaterra o de las colonias a los puertos catalanes o levantinos.
Las calles más comerciales de Barbastro eran Mayor, Monzón, Mercado y Rioancho, destacando las dos últimas que con sus porches y enlosados facilitaban al público sus compras. Basándonos en los derechos reales que debían pagar los comerciantes por los géneros ultramarinos estos se pueden clasificar en tres grandes grupos:
- Alimenticios: Cacao, chocolate, azúcar, especias como la pimienta, el clavo, la canela Casia o la de Manila y el abadejo, que se almacenaba en un local habilitado en el Santo Hospital de San Julián y Santa Lucía.
- Quincalla: Hebillas, cruces, corazones, medallas, agujas de coser o del pelo, alfileres, clavos para carro, cascabeles, cuerdas de monocordio, persianas, dedales de hierro y de latón o hilo de hierro, entre otras cosas.
- Textiles:
  - Tejidos de lana como los barraganes
  - Telas impermeables, el anascoto
  - Las sargas de Guadalajara
  - El tripe, similar al terciopelo
  - El cristal, tejido muy fino con algo de lustre
  - Las sempiternas, tejido muy tupido
  - La rasilla
  - Las serafinas, similar a la bayeta con flores o dibujos
  - Las estameñas
  - El lila, telas de colores
  - El burato, para alivio del luto en verano

De los géneros de algodón destacan:
- - La indiana, que estaba estampada por una cara
  - Los ruanes
  - Las sargas
  - El fustán, que tenía pelo por una cara
  - La muselina de Flandes
  - El true, lienzo fino
  - El coton
  - El terliz que era una tela fuerte.

Por lo que respecta a los tejidos finos:
- - La escarlatina de seda, brocada en oro
  - La estofa de seda
  - La griseta que era un tejido de seda con flores
  - El broquat o brocado de seda con dibujos de colores.

Había otra serie de tejidos variados:
- - Los chamelotes que era un tejido impermeable de pelo de camello
  - Las platillas o lienzo barato
  - El peñasco, tela muy duradera
  - Los zaffres que eran de color azul
  - El bocadillo, lienzo delgado muy barato
  - Los chalones, mantos negros
  - El clarín que era una tela fina de hilo para vueltas
  - El cambray
  - La holandesa
  - monfortes, escadarzo, felipichi y otros.

## Demografía
Barbastro cuenta con una población de 17 558 habitantes (INE 2024).
| Gráfica de evolución demográfica de Barbastro entre 1842 y 2021 |
| |
| Población de derecho según los censos de población del INE Población de hecho según los censos de población del INEEn este censo se denominaba Barbastro y despoblado de Poyet: 1842 Entre el censo de 1857 y el anterior, crece el término del municipio porque incorpora a 225065 (Burceat) Entre el censo de 1970 y el anterior, crece el término del municipio porque incorpora a 22563 (Cregenzán) |

## Administración y política

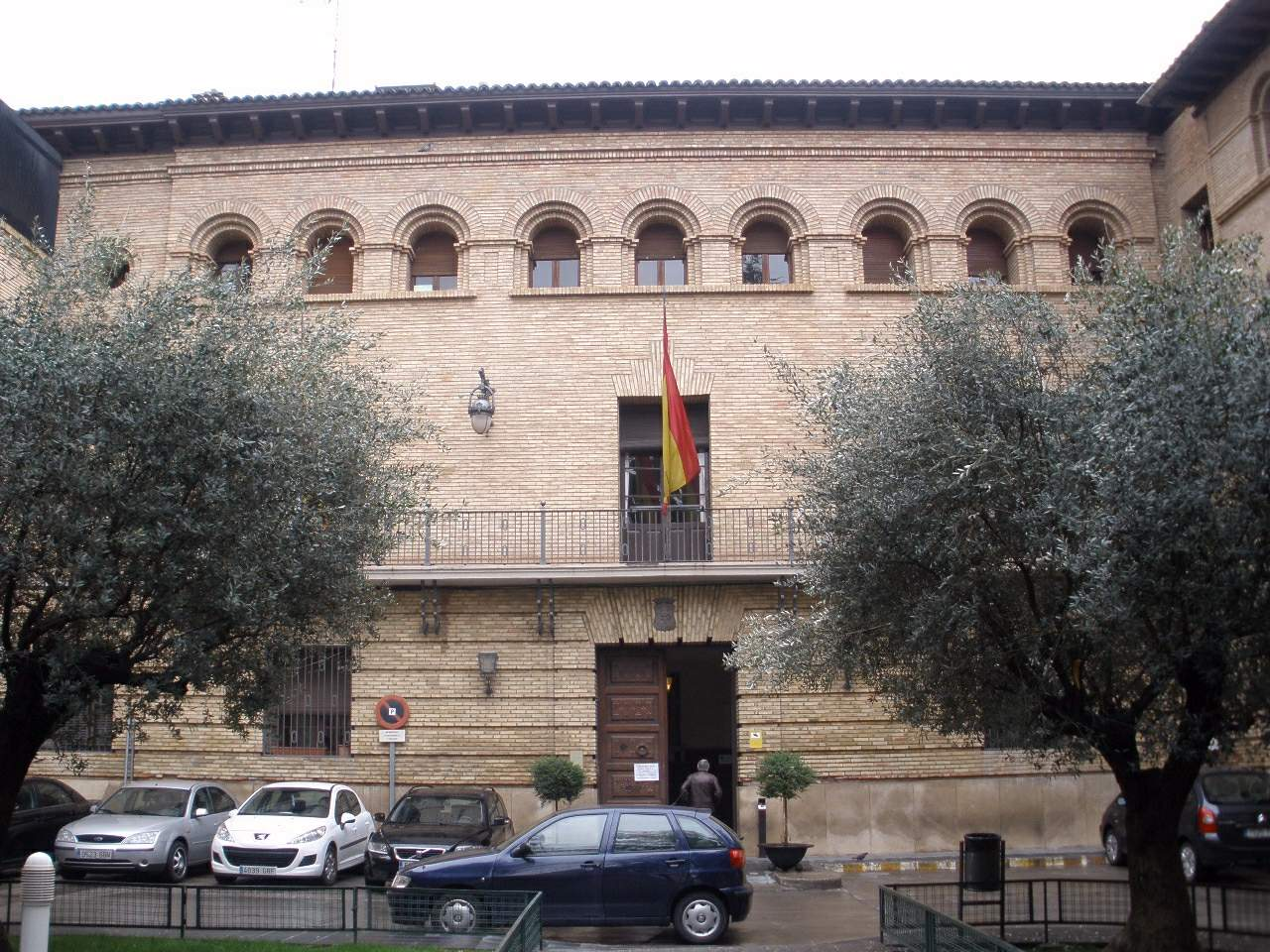
Ayuntamiento de Barbastro

| Periodo   | Nombre                          | Partido | Partido                                            |
| --------- | ------------------------------- | ------- | -------------------------------------------------- |
| 1979-1983 | Esteban Viñola Morros           |         | Unión de Centro Democrático (UCD)                  |
| 1983-1987 | Francisco Viu Barbastro         |         | Partido de los Socialistas de Aragón (PSOE-Aragón) |
| 1987-1993 | Manuel Rodríguez Chesa          |         | Partido Aragonés (PAR)                             |
| 1993-1995 | María Eugenia Claver            |         | Partido de los Socialistas de Aragón (PSOE-Aragón) |
| 1995-1999 | Rafael Fernández de Vega        |         | Partido Popular de Aragón (PP)                     |
| 1999-2019 | Antonio José Cosculluela Bergua |         | Partido de los Socialistas de Aragón (PSOE-Aragón) |
| 2019-2023 | Fernando Torres Chavarría       |         | Partido Popular de Aragón (PP)                     |

| Partido político    | Partido político                                   | 2003   | 2007   | 2011   | 2015   | 2019   |
| Partido político    | Partido político                                   | Ediles | Ediles | Ediles | Ediles | Ediles |
|                     | Partido de los Socialistas de Aragón (PSOE-Aragón) | 10     | 10     | 8      | 8      | 5      |
|                     | Partido Popular de Aragón (PP)                     | 5      | 4      | 6      | 5      | 6      |
|                     | Ciudadanos (CS)                                    | —      | —      | —      | 2      | 2      |
|                     | Partido Aragonés (PAR)                             | 0      | 1      | 1      | 1      | 1      |
|                     | Cambiar Barbastro                                  | —      | —      | —      | 1      | 1      |
|                     | Chunta Aragonesista (CHA)                          | 1      | 1      | 1      | 0      | 0      |
|                     | Izquierda Unida (IU)                               | 1      | 1      | 1      | —      | —      |
|                     | Barbastro en Común (BeC)                           | —      | —      | —      | —      | 1      |
|                     | Vox                                                | —      | —      | —      | —      | 1      |
| Total de concejales | Total de concejales                                | 17     | 17     | 17     | 17     | 17     |

## Monumentos y lugares de interés

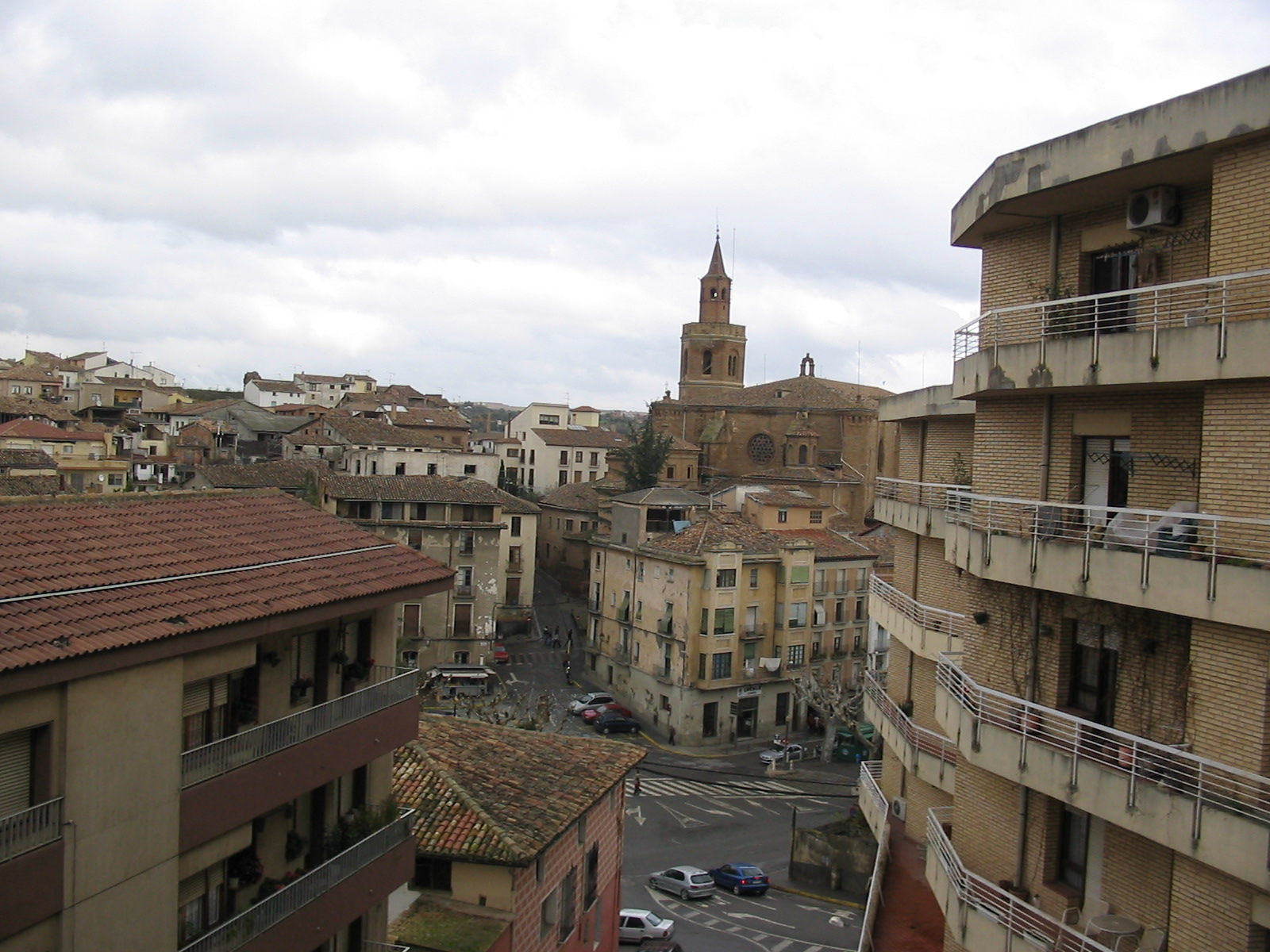
Vista de Barbastro con la catedral

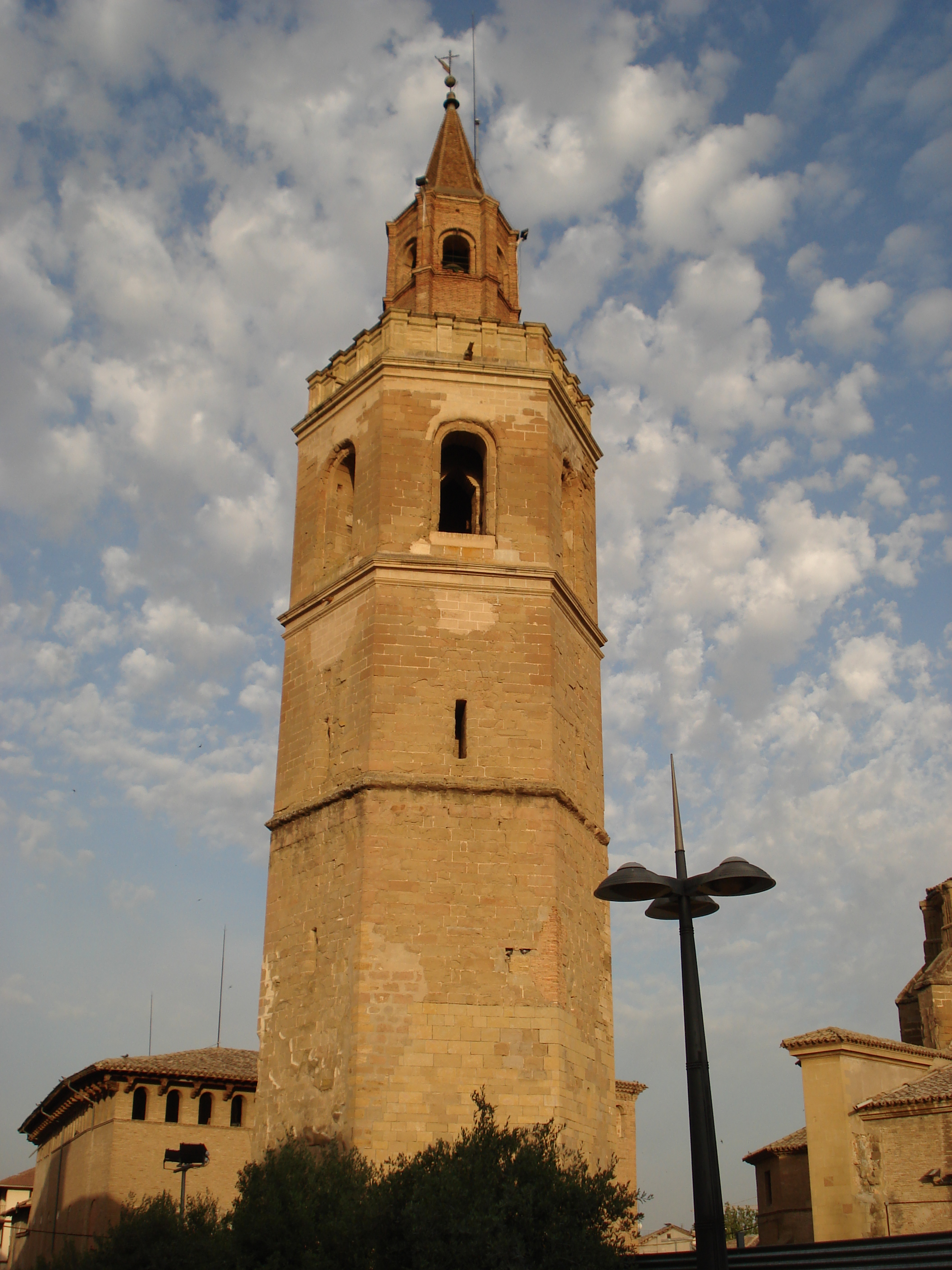
Torre campanario de la catedral

- Catedral de Santa María de la Asunción: dedicada a la Asunción, es el monumento más importante de la ciudad. Sobre la mezquita aljama, se inicia su construcción en 1517 y se termina dieciséis años después (1533) por el maestro Juan de Segura. Se trata de un templo de inspiración gótica y desarrollo renacentista, con tres naves de igual altura, sin cúpula ni crucero. Las bóvedas de crucería se sostienen en seis columnas de unos quince metros de altura. El retablo mayor posee un espectacular basamento de alabastro, obra iniciada por Damián Forment y concluida a su muerte por su discípulo Juan de Liceyre.
- Palacio Episcopal: a pocos metros, el Palacio Episcopal sigue la línea aragonesa de otros edificios de la ciudad. Su construcción data del siglo XVI, con una ampliación posterior en el siglo XVII. Su fachada se divide en tres franjas, con galería de arcos, remate con un gran alero y dos balcones mirador.
- Palacio de los Argensola: situado en la misma calle se trata de una casa solariega de los siglos XVI y XVII, y que destaca por su galería de arcos coronada por un gran alero volado de madera ricamente labrada. En el palacio original nacieron los célebres poetas Lupercio Leonardo de Argensola y Bartolomé Leonardo de Argensola, y el General Ricardos y Carrillo de Albornoz.
- Palacio de Congresos: situado en la avenida de la Estación, el Palacio de Congresos es una nueva construcción con sala de exposiciones, teatro y que es posible que dentro de poco se habilite un cine. En el exterior del palacio de congresos, hay una pequeña plaza con algunos pequeños jardines. El Palacio de Congresos esta junto al río y en ese mismo lugar se hizo, a la vez que este, una pasarela que comunica los dos lados del río, el barrio San Fermín y el Palacio.
- Santuario de Nuestra Señora de El Pueyo:[13] tradicional y antiquísima ermita a la que cada año acuden en diversas romerías los habitantes de Barbastro y muchos pueblos circundantes. Dicha ermita / monasterio está ubicada en un privilegiado mirador desde el que se puede abarcar con la vista toda la comarca y muchos de los picos importantes del pirineo oscense. Destacable es el Colmenar del santuario de Nuestra Señora del Pueyo[14]
- Plaza de la candelera: es el corazón del barrio del Entremuro, y primitivo centro de toda la ciudad. Es la plaza más antigua y, posiblemente, una de las más emblemática de la ciudad. Esta plaza fue además el espacio físico donde el 13 de noviembre de 1137 se firmaron los esponsales de Doña Petronila de Aragón, hija del rey Ramiro II, con el conde de Barcelona, Ramón Berenguer IV.

## Servicios
La localidad cuenta con su propio centro de la Universidad Nacional de Educación a Distancia (UNED) desde 1983.

### Transporte
La ciudad cuenta con una estación de autobuses que está ubicada en la plaza de Aragón. La estación cuenta con servicios de Alosa, perteneciente al grupo Avanzabus, e Hife, en temporada alta. El Ayuntamiento de Barbastro gestiona las red de autobuses urbanos de la ciudad. Hasta el 15 de diciembre de 1969 contó con enlace ferroviario a la red de RENFE, a través del ramal de 20 km a Selgua, que fue inaugurado el 28 de junio de 1880.

## Cultura

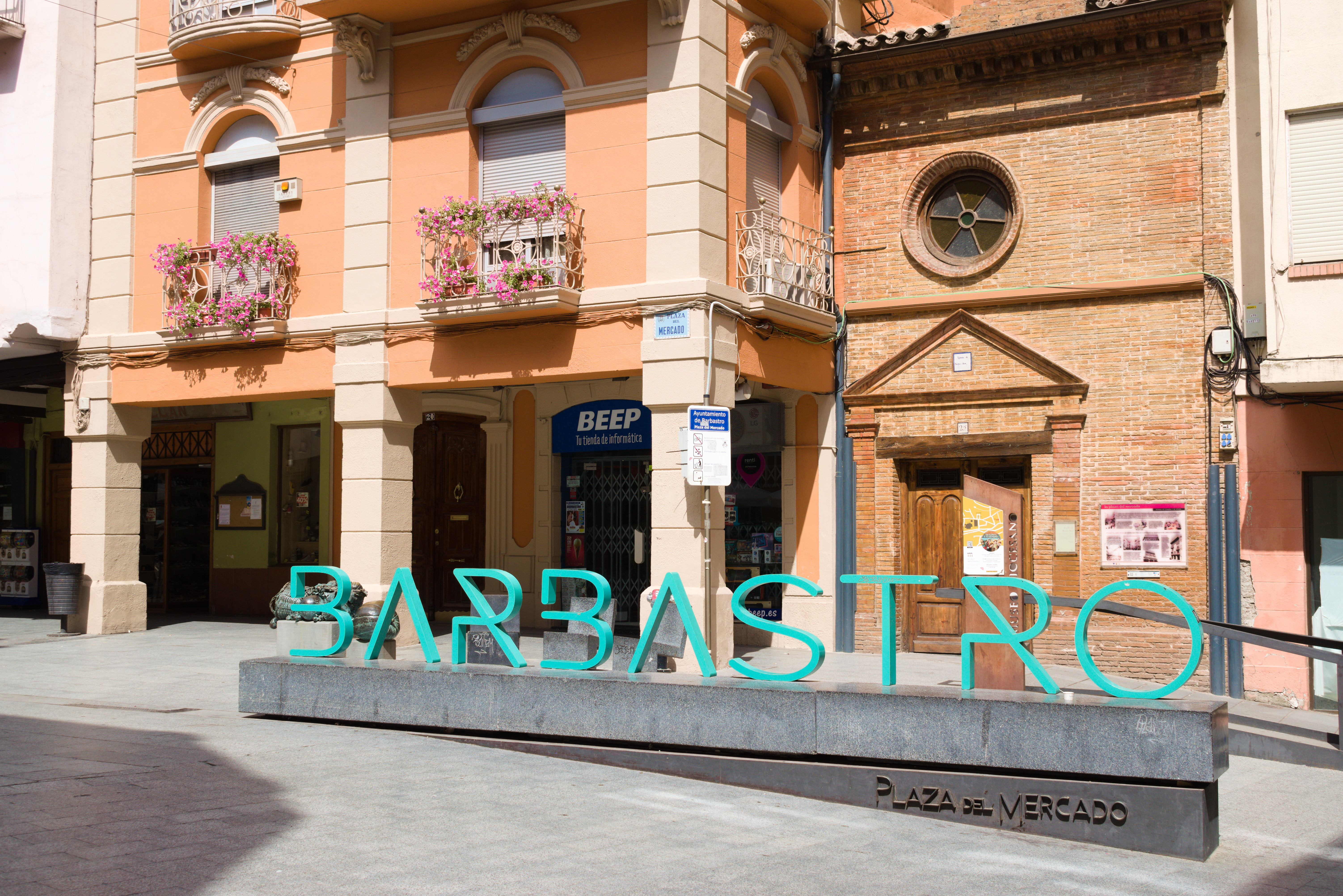
Cartel en la plaza del Mercado (Barbastro, España)

A la ciudad de Barbastro, a lo largo de su historia, se le han concedido varias ferias; por el estudio de un documento del año 1732 depositado en el archivo municipal de Barbastro sabemos que la ciudad celebraba la feria de San Marcos Evangelista, que había sido concedida por privilegio del rey Alonso de Aragón y que duraba siete días antes de la festividad del santo y siete después.
Otra era la feria de San Bartolomé que comenzaba quince días antes de la celebración del santo y continuaba quince días después; esta feria fue concedida por un Privilegio Real de Pedro IV de Aragón, dado en Zaragoza el 24 de junio de 1361, ratificado por el Justicia Mayor del Reino de Aragón el 30 de agosto de 1555 y posteriormente, el 23 de enero de 1672.
El 3 de noviembre de 1371, en la Villa de Caspe, el rey Pedro IV otorgó un privilegio a la ciudad de Barbastro para celebrar una feria que durase quince días y que comenzaba el día de Nuestra Señora de agosto.
También concedió el rey Carlos II, en las Cortes Generales de Zaragoza de 1678, un Privilegio para celebrar feria-mercado el día 1 y 15 de cada mes, sin que se extendiese a otros. La feria de Santo Tomás Apóstol se venía celebrando desde tiempo inmemorial.
Pero la que más nos interesa es la de Nuestra Señora de la Candelaria, concedida por un Privilegio de la “Serenísima Señora Doña Germana de Foix”, esposa del rey Fernando el Católico, en las Cortes celebradas en la Villa de Monzón el 22 de septiembre de 1512. La feria comenzaba doce días antes de la festividad de Ntra. Sra. y continuaba por espacio de otros doce días, vendiéndose en ella hierro labrado y quincalla, ampliándose posteriormente a otros géneros.
La feria de la Candelera se ubicaba en el cuartón de “dentromuro”, en la plaza del Entremuro o de la Candelera y calles adyacentes. Cobró tal auge que en un momento determinado las autoridades municipales decidieron cambiar su localización, buscando un sitio más amplio, por lo que en el año 1813 se publicó un bando para que la feria se celebrase “debajo del Coso y Rioancho y los cerdos se pusiesen en la Plaza Rastro”, mandándose iluminar las ventanas de las casas para el paso de la retreta que se celebraba el último día.
Pero no solo fue especial la feria de la Candelera del año 1813 por su nueva ubicación sino porque además coincidió con el acto oficial de la jura de la Constitución política de la monarquía española que había sido proclamada en Cádiz el 19 de marzo de 1812, pero al estar Barbastro ocupado por los franceses, el juramento no pudo efectuarse hasta 1813. La vigencia de esta constitución fue breve, ya que a finales de mayo del año siguiente y por orden expresa del rey Fernando VII se quemó el único cuadernillo que de ella había en la ciudad, en un acto público celebrado en la plaza del Mercado, tal como describe el Libro Gestis de la Ciudad:

Aquí no se había hecho sino publicar la constitución en la forma y modo que queda dicho, ni había mas monumento que el exemplar de la misma depositado en las casas Consistoriales de las que fue extraído y conducido al Mercado donde fue entregado â las llamas por el Corredor de la Ciudad, y se reduxo â cenizas entre las execraciones del Pueblo que al mismo tiempo aclamaba â su Soberano”.
Libro Gestis de la Ciudad

La feria de la Candelera ha sido la única que ha conservado su carácter mercantil, ya que la feria de septiembre, que eran fundamentalmente de ganado, se ha convertido en las fiestas patronales, perdiendo totalmente su carácter comercial.

### Museos
- Pozo de hielo de la Barbacana: obra arquitectónica del siglo XVII construida con el fin de almacenar y conservar nieve y hielo para abastecer a la ciudad y la comarca en los meses de verano.
- Museo diocesano: Dentro de la Catedral podemos visitar el Museo diocesano que reúne obras que proceden en su mayor parte de pueblos abandonados.
- Museo de los mártires claretianos: museo religioso levantado en honor de 51 misioneros claretianos, mártires de la Iglesia, caídos en agosto de 1936 al inicio de la guerra civil española.[16]
- Museo del vino: en la primera planta del antiguo hospital de San Julián en Barbastro, se encuentra ubicado el Museo del vino de estadenominación de origen, bajo el título genérico de "El Espacio del Vino del Somontano". Es un museo modernista, articulado en dos áreas, donde se explica de forma amena y científica el proceso de vinificación de la uva.
- Museo taurino: El 1 de septiembre de 2008 se inauguró en Barbastro el Museo Taurino gracias a las valoradas aportaciones de Ricardo Bistué y de la familia Pepe Ardanuy. En el museo se exponen los carteles taurinos del pueblo, revistas y videos taurinos además de las divisas de distintas ganaderías y trajes de alto valor.

### Gigantes y cabezudos de Barbastro
La noticia más antigua recogida sobre gigantes en Barbastro data del año 1757 en que se celebró la festividad de San Ramón con tres días de fiesta y el día del santo hubo un acto religioso en la Catedral al que acudió en pleno el Ayuntamiento con clarines, timbales; los oficios con sus banderas y los gigantes.
La siguiente noticia es del 11 de noviembre de 1759, en que se celebró la proclamación de Carlos III. Sería precisamente este rey quien por una Real Cédula de 1780 prohibió que participasen en las procesiones gigantes, gigantillos, tarascas o danzantes «por mor de la decencia».
Los cabezudos son nombrados por primera vez en la coronación de Carlos IV, con tal motivo se decretaron como festivos los días 13, 14 y 15 de septiembre de 1789. Para estos tres días de fiesta se contrataron a los músicos de Tamarite y a los de la Catedral, incluso se acuñó moneda de plata con las armas de la ciudad en el anverso y las del reino en el reverso, que se arrojaron en los tres desfiles que se celebraron en los que participaron tres carros triunfales.
A comienzos del siglo XIX y en plena ocupación francesa de Barbastro, con motivo de la toma de Tortosa en 1811, el Corregidor Pedro Guerrier celebró el acontecimiento con tres días de fiesta (8, 9 y 10 de enero). Por la ciudad desfiló una comitiva con un carro triunfal, pirámides y la comparsa de gigantes y cabezudos.
Por supuesto, de estas comparsas iniciales no han quedado datos de su aspecto ni de su composición y la primera imagen de la que tenemos constancia es de la comparsa fotografiada por Manuel Gallifa, en una fecha indeterminada entre finales del siglo XIX y principios del XX, en donde se ve a la comparsa en las proximidades de la estación del ferrocarril y que está compuesta por una serie de cabezudos vestidos con frac, un par de cabezudos grandes (una Forana y un boticario), varios gigantillos y dos gigantes que representan al rey ya una dama tocada con mantilla y con abanico en la mano.
Era costumbre que la ciudad alquilase dos cabezudos que representaban a dos baturros que venían en tren a pasar las fiestas a la ciudad, por lo que la comparsa de Barbastro acudía a la estación de ferrocarril a recibirlos y todos juntos regresaban al centro. De esta comparsa solo se han conservado los gigantes que podemos contemplar hoy en día como el rey y la reina.
En el año 1954, se realiza la compra de dos nuevos gigantes, los Reyes Católicos. La presentación de estos nuevos gigantes se efectuó en las fiestas de septiembre de ese mismo año, fiestas que tuvieron una especial relevancia ya que visitó la ciudad el tren del Centenario, reconstrucción, del que hizo el primer trayecto a Mataró y que fue recibido el día 5 de septiembre, entre otros, por la comparsa de gigantes y cabezudos, acompañada de la banda del Frente de Juventudes. Esta comparsa quedó inmortalizada junto a la puerta de la Catedral en una foto en la que se ve en primer término una colección de 21 cabezudos entre los que se puede apreciar la representación característica de los continentes con el Chino, el Indio o los negros, varios personajes de cuentos, «el Gordo y el Flaco», payasos o personajes de cómic como Popeye, y el famoso, limpiabotas «el Chato», cabezudo que acabó sus días bajo una gotera en el almacén de San Julián en donde estaban almacenados.
Aparte de los cabezudos tradicionales salen "Los Ferranqueros" propiedad de la peña Ferranca. Hay cuatro damas ferranqueras, aparte de las damas de honor de los diferentes barrios de Barbastro.

### Fiestas
- Feria de la Candelera: 2 de febrero. Desde 1512 se celebra la feria de la Candelera, que en sus inicios fue una feria ganadera, y gradualmente pasó a estar compuesta por gran cantidad de puestos de venta ambulante. En el año 2011 abarcó casi la totalidad de las principales calles de la ciudad.
- Festival Vino del Somontano: Se celebra desde 1999 durante la primera semana de agosto (de jueves a domingo). Cuenta con actuaciones de artistas de renombre nacional e internacional, así como una Muestra Gastronómica en la que la degustación de tapas elaboradas por los distintos establecimientos restauradores y hosteleros de la localidad se fusiona con los caldos de la Denominación de Origen Somontano.
- Fiesta del Crespillo: Declarada fiesta de interés turístico en Aragón, Según la tradición, el 25 de marzo, fiesta de la Encarnación, se elaboraba este postre en las casas para propiciar el preñado de las oliveras. Los crespillos son un postre típico del Somontano de Barbastro que se prepara a partir de una hoja de borraja rebozada en una masa compuesta fundamentalmente por huevo, harina y azúcar.

Esta tradición ha sido potenciada en los últimos años, convirtiéndose en fiesta gastronómica, llevándola a la calle en medio de un gran ambiente popular, amenizada con música, que favorece la degustación gratuita de este delicioso postre.
- Fiestas de San Ramón: 21 de junio. Fiesta menor y popular en torno al fuego. Se realizan hogueras la víspera en todos los barrios.
- Fiestas de septiembre: fiestas mayores en honor de la Natividad de Nuestra Señora, del 4 al 8 de septiembre. Se realizan pasacalles, Coso Blanco, feria taurina —que incluye corrida de toros, recortadores, suelta de vaquillas, 'correchicos' de carretones para niños y un polémico desenjaule de toros en la plaza que ha terminado en ocasiones con graves lesiones y hasta la muerte violenta de otros toros y becerros—,[17] conciertos. Además del espacio Interpeñas para los más jóvenes, donde se reúnen las distintas peñas de Barbastro y se dan lugar actuaciones de diversos artistas.
- Romería al Santuario de Nuestra Señora del Pueyo: Romería popular al santuario que se realiza el primer lunes de Pascua. Misa y aperitivo para los asistentes.
- Semana Santa: Declarada de Interés Turístico Nacional. Se compone de 7 cofradías: Cofradía de >San José, Cofradía La Merced, Cofradía de Jesús atado a la Columna, Cofradía de Nuestro Padre Jesús Nazareno, Hermandad del Cristo de La Agonía y nuestra Madre Dolorosa, Cofradía del Descendimiento, Cofradía del Santo Sepulcro y Nuestra Señora de la Soledad. La Semana Santa empieza el Viernes de dolor con la procesión de Los 7 dolores salida de la iglesia de los Escolapios, el sábado en la S.I.Catedral seguido de la gran exaltación de las secciones de instrumentos de las cofradías en la plaza de toros. Se celebran procesiones desde el Domingo de Ramos hasta el Domingo de Resurrección a excepción del lunes Santo y del sábado Santo. El Domingo de Ramos por la mañana sale a las calles la procesión de "La entrada de Jesús en Jerusalén" con una nutrida presencia de niños, y por la tarde "La Caída" que recorre las calles del casco histórico de la ciudad. El martes Santo la procesión de "La Piedad" o de "Las lágrimas de María". El miércoles Santo a las 22:00 horas es el turno de la procesión del "Santo Encuentro". El Jueves Santo por la noche parten dos procesiones a la vez desde diferentes puntos de la ciudad, por un lado la procesión de "La Flagelación" desde la iglesia de San Josemaría Escrivá y por otro la procesión de "El Prendimiento" desde el convento de las Madres Capuchinas. Ya el Viernes Santo, el día más importante de la Semana Santa de Barbastro, podemos disfrutar de 3 procesiones. A las 7 de la mañana la del Vía Crucis, a las 12:30 la de las Siete Palabras y ya por la noche la procesión general del Santo Entierro de la que forman parte todas las cofradías de la ciudad. Las procesiones concluyen el Domingo de Resurrección con la procesión del "Encuentro Glorioso".

- FIESTA DEL PLANTERO Cada 1 de mayo se celebra esta fiesta dedicada al plantero de Tomate Rosa de Barbastro, en la plaza del Mercado. Todos los visitantes se llevan una planta de este típico producto barbastrense, además de disfrutar con la feria de artesanía y la música de los gaiteros.

- 9, 13 y 28 de agosto beatificación religiosos de Barbastro (Somontano de Barbastro)Monumento a los mártires claretianos de Barbastro

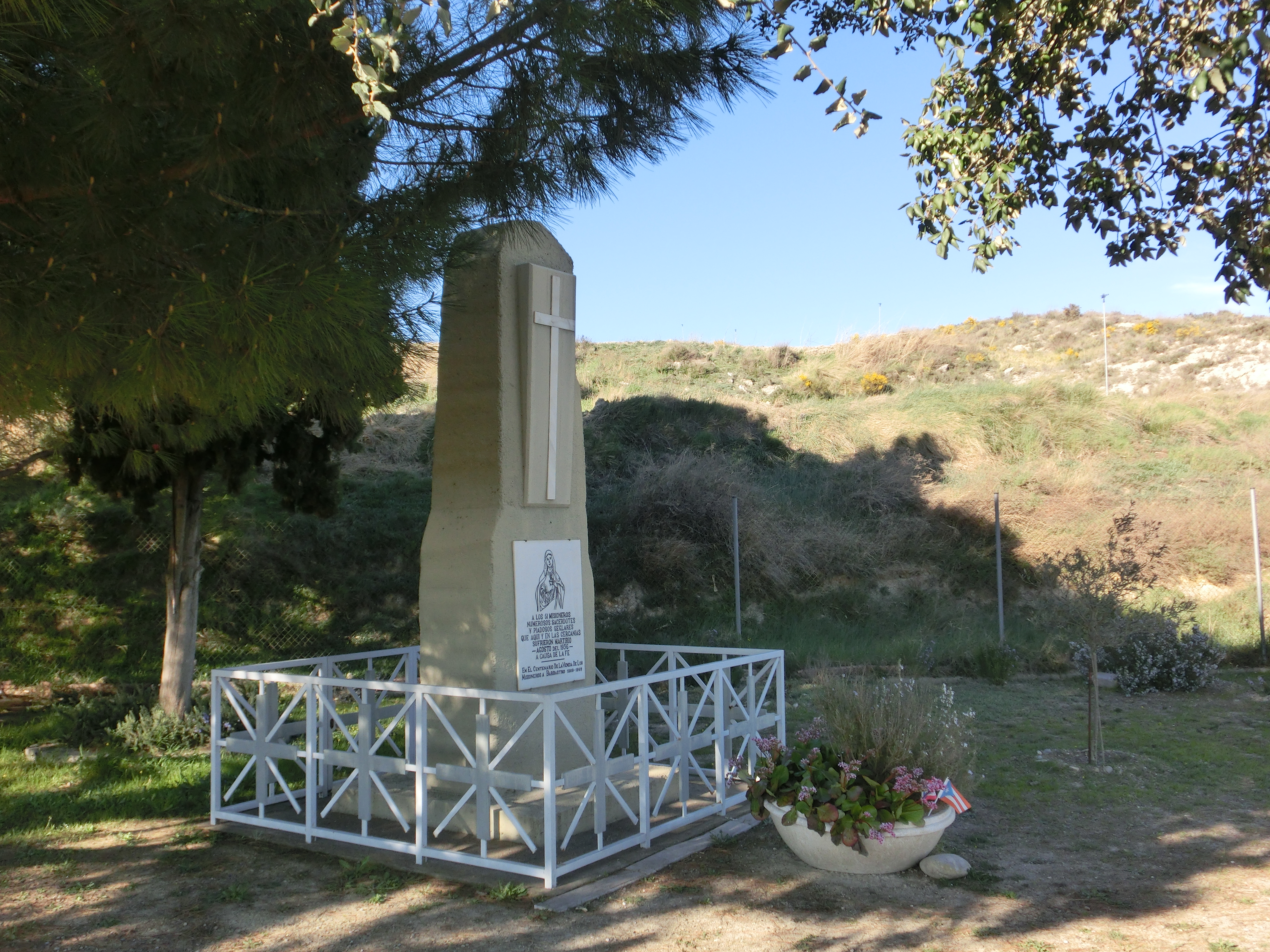
Monumento a los mártires claretianos de Barbastro

  - La Iglesia católica los considera mártires. Los 51 religiosos claretianos fueron beatificados el 25 de octubre de 1992[18] por el papa Juan Pablo II en Roma. Los 18 benedictinos del monasterio de El Pueyo fueron beatificados el 13 de octubre de 2013[19] por el papa Francisco en la beatificación de Tarragona.
  - El obispo Florentino Asensio Barroso también fue declarado mártir y la ceremonia de su beatificación fue presidida por Juan Pablo II el 4 de mayo de 1997.[20] Su festividad se celebra el 9 de agosto.
  - La festividad en memoria de los religiosos claretianos se celebra el día 13 de agosto cada año.[21] La festividad en memoria de los religiosos benedictinos el 28 de agosto.[22]

### Premios Internacionales de Novela Ciudad y Poesía
Barbastro acoge desde hace casi medio siglo el Premio Internacional de Novela Corta Ciudad de Barbastro y el Premio Internacional de Poesía Hermanos Argensola. Premios que son considerados dos de los certámenes de novela corta y poesía más prestigiosos y consolidados de España. A lo largo de los años han contado entre sus ganadores a autores como Javier Tomeo, Eduardo Mendicutti, Fernando Marías Amondo, Luis Leante, Pablo Villafruela, Juan Carlos Méndez Guédez, Antonio Rabinad, Cristina Cerrada, Blanca Riestra y Juan Malpartida, en novela corta, y Luis de Blas, Carlos Alcorta, Luna Miguel, Jordi Virallonga y Antonio Praena entre los de poesía. 

### Gastronomía
Se enmarca dentro de la cocina aragonesa, el producto más conocido es el Tomate Rosa de Barbastro, con su etiqueta de calidad. Aunque uno de los platos más representativos es la chireta (tripa de cordero rellena de arroz, jamón, tocino y vísceras) y la torteta. Dentro de la repostería cabe destacar los crespillos elaborados con las borrajas del lugar. Son populares también los pasteles Biárritz y el pastillo de calabaza, Barbastro es la capital del vino de la denominación de origen Somontano.
Y todos los sábados se puede disfrutar del mercado de frutas, verduras y hortalizas de la plaza del Mercado, donde los productores locales venden sus productos.

### Medios de comunicación

#### Prensa
- En Barbastro se edita El Cruzado Aragonés desde 1903.[23] Es un semanario editado por el Obispado de Barbastro-Monzón, que se recibe por subscripción anual y que llega a los domicilios de los suscritos los viernes por la noche.
- Asimismo se distribuye mensualmente la publicación Vivir Barbastro.

#### Radio
En Barbastro y la comarca del Somontano se puede escuchar:
- Desde 1953 como Radio Barbastro EFJ n.º 21, fue una emisora pública hasta el cierre de la delegación local, en 1991. Radio Cortijo como fue cariñosamente conocida durante largo tiempo, debido a que en ella trabajaron varios miembros de la familia Cortijo, afincada en la localidad. Radio Nacional de España tuvo programación local hasta finales de la década de los noventa, con los estudios ubicados durante muchos años en la casa de la cultura de Barbastro. En la actualidad se mantienen re-emisores de todos sus canales en el Pueyo, pero ya no hay delegación local.
- Desde los años 1980, Radio Valle del Cinca (obtuvo licencia de emisión en la tanda de concesiones administrativas de 1979). Radio Valle del Cinca es, desde su fundación y hasta la fecha (2012), una emisora del grupo Radio Huesca, con personal y desconexiones locales; inicialmente repetía la señal de Antena 3 radio, para pasar a formar parte de SER cuando Antena 3 fue absorbida por dicha cadena.
- Desde 1986 la emisora musical 'Radio Somontano'. Radio Somontano fue durante muchos años emisora pirata de Barbastro primero y más tarde de la comarca, a la vez que crisol de ideas de mucha gente joven emprendedora de la zona y de algunos aficionados y profesionales de la información que se han ido repartiendo por otros medios del Alto Aragón. Cabe mencionar la colaboración de Miguel Ángel Sanz; su papel tanto de locutor como de mecenas ocasional fue fundamental en la consolidación de la emisora. 107.4 FM Radio Somontano (cobertura Somontano de Barbastro y alrededores) Emisora de Aragón que difunde programas con información de interés general, noticias, diversas secciones que traen cada día el mejor entretenimiento, entrevistas a personajes de relevancia y la música del momento, para disfrute de todos los oyentes. Dos informativos de la comarca de 13:30 a 14:00 y 19:30 a 20:00)
- Desde finales de los años 1990, cadena COPE (obtuvo licencia de emisión en la tanda de concesiones administrativas de finales de los noventa).

#### Televisión
Canal 25 Barbastro cobertura Somontano de Barbastro y alrededores.
Desde finales de los 1980, Barbastro cuenta con un canal de televisión local, el canal 25.
Muchos fueron los colaboradores, pero la persona que más peso tuvo en la creación y mantenimiento durante largo tiempo fue José Mari Santolaria, cariñosamente conocido por su apodo de radio aficionado, ´Mortadelo´.
Durante la década del 2000 pasó a ser un medio municipal.

## Ciudades hermanadas
- Saint-Gaudens (Francia).[24]